# IX. Fliegerkorps
O IX. Fliegerkorps foi um Corpo da Luftwaffe que atuou durante a Segunda Guerra Mundial. Foi formado no mês de Novembro de 1940 em Jever a partir da 9. Flieger Division.
No dia 13 de Novembro de 1944 foi renomeado IX. Fliegerkorps (J), assumindo o controle de diversos kampfgeschwadern enquanto que estes eram adaptados ao uso de caças. No dia 26 de Janeiro de 1945 foi renomeado para IX. (J) Fliegerkorps, e se tornou responsável pela defesa aérea da Alemanha, recebendo partes do dispensado I. Jagdkorps.

## Kommandierender General
| Comandante                  | Data                                           |
| --------------------------- | ---------------------------------------------- |
| General Joachim Coeler      | Novembro de 1940 - 29 de Dezembro de 1942      |
| General Stefan Fröhlich     | 29 de Dezembro de 1942 - 3 de Setembro de 1943 |
| Generalmajor Dietrich Peltz | 4 de Setembro de 1943 - 12 de Novembro de 1944 |
| ?                           |                                                |
| Generalmajor Dietrich Peltz | 26 de Janeiro de 1945 - 8 de Maio de 1945      |

## Chef des Stabes
| Generalmajor Hans-Armin Czech          | Novembro de 1940 - 1 de Agosto de 1941      |
| Generalmajor Alfred Schlemm            | 1 de Agosto de 1941 - 1 de Outubro de 1941  |
| Oberst Hans-Detlef Herhudt von Rohden  | 1 de Outubro de 1941 - 12 de Agosto de 1942 |
| Oberst Hans Wolter                     | ? - Dezembro de 1944                        |
| Obstlt Erich Bode                      | 18 de Dezembro de 1944 - Janeiro de 1945    |
| Oberst Erhart Krafft von Dellmensingen | Janeiro de 1945 - Maio de 1945              |

## Bases do QG
| Novembro de 1940 - Junho de 1941        | Soesterberg                               |
| Junho de 1941 - Abril de 1943           | Franc Port, próximo de Soissons           |
| Abril de 1943 - Agosto de 1944          | Le Coudray-en-Thelle, próximo de Beauvais |
| Agosto de 1944 - 1 de Novembro de 1944  | Zerbst                                    |
| 2 de Novembro de 1944 - Janeiro de 1945 | Praga                                     |
| 18 de Fevereiro de 1945 - Abril de 1945 | Treuenbrietzen, próximo de Berlim         |
| Abril de 1945 - Maio de 1945            | Munique                                   |

## Subordinação
| Novembro de 1940 - Junho de 1941    | Luftflotte 2     |
| Junho de 1941 - Setembro de 1944    | Luftflotte 3     |
| Setembro de 1944 - Novembro de 1944 | Luftflotte Reich |
| Novembro de 1944 - Janeiro de 1945  | Luftflotte 10    |
| Janeiro de 1945 - Maio de 1945      | Luftflotte Reich |

## Ordem da Batalha
Controlou as seguintes unidades durante a guerra:
- 1. Jagddivision, 26.1.45 - 8.5.45
- 2. Jagddivision, 26.1.45 - 8.5.45
- 3. Jagddivision, 26.1.45 - 8.5.45
- 7. Jagddivision, 26.1.45 - 1.4.45
- 8. Jagddivision, 26.1.45 - 1.4.45
- Flugbereitschaft/IX. Fliegerkorps
- Luftnachrichten-Abteilung 39